# Harald Heyns
Harald Heyns (geboren 21. November 1913 in Bremervörde; gestorben 2004 in Berlin) war als deutscher SS-Angehöriger in Frankreich verantwortlich für das Massaker von Caen. In Frankreich wurde er dafür 1952 in Abwesenheit zum Tode verurteilt. In Hamburg war er bereits 1948 von einem britischen Militärgericht wegen Fliegermorden in Abwesenheit zum Tode verurteilt worden. Ein Prozess gegen ihn wurde in der DDR jahrelang wegen nicht ausreichender Beweise verhindert und in der Bundesrepublik Deutschland versäumt.

## Leben
Harald Heyns studierte Rechtswissenschaft und promovierte an der Universität Kiel 1938.
Heyns gehörte im April 1940 der Gruppe 633 der Geheimen Feldpolizei (GFP) an, die als polizeiliche Exekutive der Militärverwaltung in Frankreich fungierte. Diese Wehrmachtstruppe wurde 1942 in Frankreich in die Sicherheitspolizei überführt, so dass Heyns ab Dezember 1942 im Range eines Oberscharführers dem Kommando der Sicherheitstruppe (KdS) Rouen, Außenkommando Caen angehörte, welches er ab Februar 1944 befehligte. Am 1. Dezember 1943 wurde ihm das Kriegsverdienstkreuz II. Klasse verliehen. In Caen war Heyns mit der Kollaborateurin Marie-Clotilde de Combiens befreundet, die ihm bei der Verfolgung der Angehörigen der Résistance half.

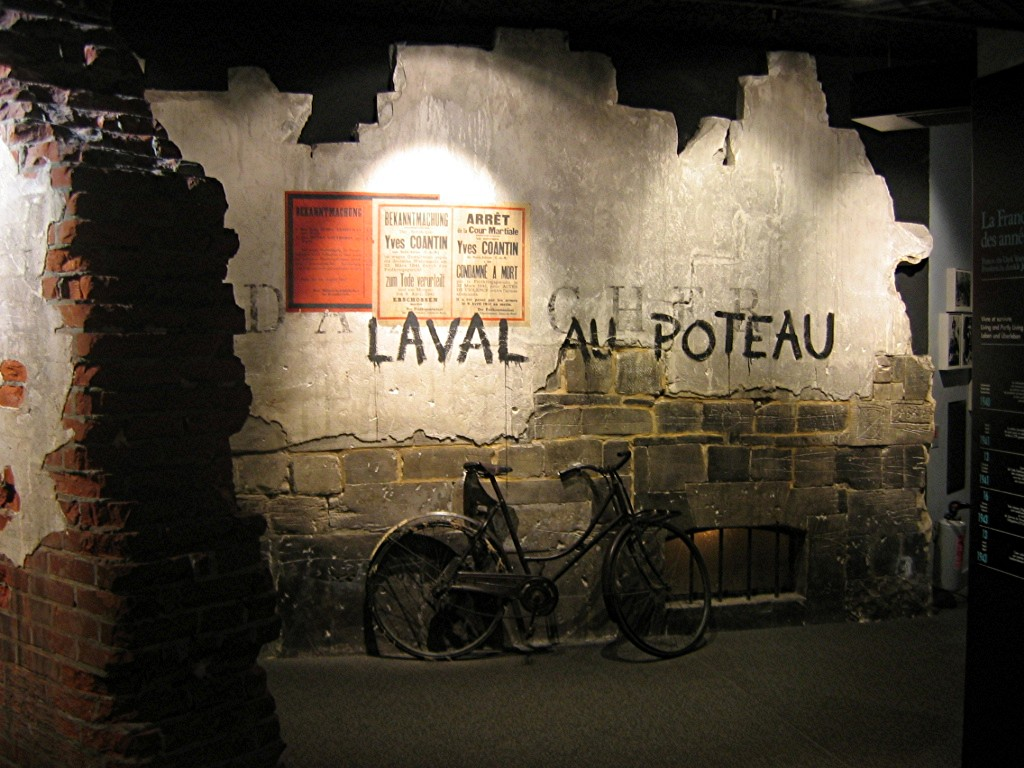
Besatzungszeit und Widerstand in Caen (Nachbildung im „Memorial de la Paix“, Caen)

Heyns war der Leiter der SD-Außenstelle in Caen zur Zeit der Invasion Frankreichs. Am 6. Juni 1944 wurden unter dem Befehl von Heyns circa 90 Gefangene des Gefängnisses Caen im Gefängnishof erschossen. Die Schützen waren SS-Angehörige und möglicherweise auch Angehörige des Gefängnispersonals. Die Anzahl der Toten und ihre Gräber konnte nicht aufgeklärt werden. Nach Aussage von Heyns kam der Befehl vom KdS Rouen, den er nicht weitergegeben habe, der aber von Angehörigen seiner Dienststelle eigenmächtig ausgeführt worden sei. Heyns wurde vom Zeugen Robert Martin darüber hinaus vorgeworfen, persönlich an der Folterung eines verhafteten französischen Zivilisten beteiligt gewesen zu sein. Schon als Mitglied der SD-Gruppe von Alençon habe „Bernard“ den Ruf einer „schrecklichen Bestie“ gehabt.
Heyns wurde mit seiner Einheit im Spätsommer 1944 noch in Brünn und danach in Breslau eingesetzt.

## Prozesse und Ermittlungen
Nach Kriegsende wurde Heyns in Norddeutschland interniert und am 4. August 1948 vor einem britischen Militärgericht in Hamburg im „Caen-Sipo-Prozess“ wegen zwei Fliegermorden angeklagt. Am 16. August floh er aus dem Gerichtsgebäude und setzte sich in die Sowjetische Besatzungszone ab. Auch die in Caen eingesetzten Herman Seif und Karl Melhose konnten aus dem Internierungslager fliehen. Das Gericht sprach ihn am 18. September in Abwesenheit schuldig und verurteilte ihn zum Tode durch den Strang. Das Todesurteil wurde später von der britischen Militärbehörde bezweifelt, weil in Abwesenheit verhandelt werden musste.
Heyns wurde mit drei weiteren Angehörigen des SD am 10. Juli 1952 von einem Militärgericht in Paris-Reuilly im „Gestapo-Caen-Prozess“ in Abwesenheit zum Tode verurteilt, Karl Ludwig, der Gefängnisdirektor von Caen, und ein Wärter, Joseph Hoffmann, erhielten langjährige Freiheitsstrafen.
In der DDR lebte Heyns unter dem falschen Namen „Dr. Herbert Monath-Hartz“ und hatte eine Stelle als Leiter der Rechtsabteilung eines Volkseigenen Industriebetriebes. 1964 wurde er verhaftet und seine wahre Identität aufgeklärt. In der Folge wurde Heyns wegen des Verstoßes gegen die Personalausweisverordnung verurteilt, was durch die achtzehn Monate Untersuchungshaft erledigt war. Heyns konnte danach wieder als Jurist bei VEB Minol arbeiten.
Den DDR-Behörden wurde bekannt, dass Heyns wegen Kriegsverbrechen verurteilt worden war. Sie konnten aber die Ermittlungen wegen der Fliegermorde und des Massakers von Caen nicht zielführend betreiben, weil für eine Anklageerhebung angeblich nicht ausreichend Beweismittel vorlagen.
Auch in den siebziger Jahren wurde auf Veranlassung von Karli Coburger in der DDR die Identität Heyns nicht preisgegeben, während in der Bundesrepublik die Blockadetaktik des FDP-Politikers Ernst Achenbach gegen die Ratifizierung des deutsch-französischen Zusatzabkommens zum Überleitungsvertrag von 1971 nur noch bis zum 30. Januar 1975 hielt. Erst dieses Abkommen machte es möglich, jenen deutschen NS-Verbrechern den Prozess zu machen, die bereits in Frankreich in Abwesenheit verurteilt worden waren. Wegen Achenbachs Blockaden konnten 1979 in Köln nur noch drei Akteure der Judenverfolgung in Frankreich, nämlich Kurt Lischka, Ernst Heinrichsohn und Herbert M. Hagen, vor Gericht gestellt werden.
Der bei der Staatsanwaltschaft Dortmund angesiedelten „Zentralstelle im Lande Nordrhein-Westfalen für die Bearbeitung von nationalsozialistischen Massenverbrechen“ war 1981 bekannt, dass Heyns sich in Ost-Berlin aufhielt, sie stellte aber die Ermittlungen wegen des Massakers in Caen und vier weiterer Tötungshandlungen ein, da es an Beweisen für die Erfüllung eines Mordmerkmals wie der „grausamen Ausführung“, das nach bundesdeutschem Recht allein eine Fortführung des Verfahrens gestattet hätte, fehlte.
Der deutschen Öffentlichkeit wurde der „Fall Heyns“ erst durch Veröffentlichung des Buches „NS-Verbrecher und Staatssicherheit“ von Henry Leide bekannt. Das „Massaker von Caen“ wurde dabei nicht diskutiert.

## Schriften
- Die Anwendung von militärischen Repressalien unter Völkerbundmitgliedstaaten, Baruth/Mark-Berlin, 1938